# Xitianmu (sockenhuvudort i Kina, Zhejiang Sheng, lat 30,27, long 119,47)
Xitianmu är en sockenhuvudort i Kina. Den ligger i provinsen Zhejiang, i den östra delen av landet, omkring 67 kilometer väster om provinshuvudstaden Hangzhou. Antalet invånare är 10 605. Befolkningen består av 5 205 kvinnor och 5 400 män. Barn under 15 år utgör 10,0 %, vuxna 15-64 år 74 %, och äldre över 65 år 14,0 %.
Runt Xitianmu är det tätbefolkat, med 343 invånare per kvadratkilometer. Xitianmu är det största samhället i trakten. I omgivningarna runt Xitianmu växer i huvudsak blandskog.
Genomsnittlig årsnederbörd är 2 072 millimeter. Den regnigaste månaden är juni, med i genomsnitt 365 mm nederbörd, och den torraste är januari, med 83 mm nederbörd.